# O Filho de Deus (filme)
O Filho de Deus (em inglês:  Son of God) é um filme épico bíblico dramático dirigido por Christopher Spencer, produzido pela 20th Century Fox e baseado na minissérie The Bible, produzida por  Mark Burnett e Roma Downey. O filme contém cenas exibidas na série, bem como outras que não foram exibidas.

## Sinopse
Sendo um filme independente, o filme explora a vida de Jesus Cristo do Nascimento passando por uma origem humilde através de seus ensinamentos, a Crucificação e por fim a Ressurreição final.

## Elenco
| Ator             | Papel           |
| ---------------- | --------------- |
| Diogo Morgado    | Jesus Cristo    |
| Darwin Shaw      | Simão Pedro     |
| Roma Downey      | Maria           |
| Greg Hicks       | Pôncio Pilatos  |
| Sebastian Knapp  | João            |
| Amber Rose Revah | Maria Madalena  |
| Adrian Schiller  | Caifás          |
| Andrew Brooke    | Antonius        |
| Louise Delamere  | Claudia         |
| Said Bey         | Matheus         |
| Matthew Gravelle | Tomé            |
| Simon Kunz       | Nicodemos       |
| Joe Wredden      | Judas           |
| Daniel Percival  | João Batista    |
| Fraser Ayres     | Barrabás        |
| Paul Marc Davis  | Simão de Cirene |
| Joe Coen         | José            |
| Leila Mimmack    | Jovem Maria     |
| Rick Bacon       | Herodes         |
| Anas Cherin      | Lázaro          |

## Desenvolvimento
O filme conta com seleções da minissérie, bem como cenas deletadas que não aparecem nela, apesar de Jesus ter aparecido em 5 dos 10 episódios. O filme foi lançado em 28 de fevereiro de 2014 com uma classificação MPAA de PG-13 (no Brasil com classificação de 12 anos).